# Cestrum pitonianum
Cestrum pitonianum är en potatisväxtart som beskrevs av Ignatz Urban och Ekman. Cestrum pitonianum ingår i släktet Cestrum och familjen potatisväxter. Inga underarter finns listade i Catalogue of Life.